# Begonia acutitepala
Begonia acutitepala es una especie de planta de la familia Begoniaceae. Esta begonia es originaria de Yunnan en China. La especie pertenece a la sección Diploclinium; fue descrita en 2000 por los botánicos chinos Kai Yun Guan y Dai Ke Tian. El epíteto específico es acutitepala que significa  «tépalo aguda».